# Baccaurea papuana
Baccaurea papuana là một loài thực vật có hoa trong họ Diệp hạ châu. Loài này được F.M.Bailey mô tả khoa học đầu tiên năm 1904.